# 10262 Samoilov
A 10262 Samoilov (ideiglenes jelöléssel 1975 TQ3) a Naprendszer kisbolygóövében található aszteroida. Ljudmila Ivanovna Csernih fedezte fel 1975. október 3-án.